# خلايا سلفية بنكرياسية
الخلايا السلفية البنكرياسية هي خلايا جذعية متعددة القدرات (ذات قوة نفاذية) تنشأ من الأديم الباطن للمعي الأمامي، تملك القدرة على التمايز إلى سلالات محددة من الأسلاف المسؤولة عن تطور وتشكل البنكرياس.
تعطي هذه الخلايا كل من خلايا الغدد الصماء البنكرياسية وخلايا الغدد خارجية الإفراز. تتألف خلايا الغدد خارجية الإفراز من خلايا عنيبية مركزية وخلايا قنوية. تتكون خلايا الغدد الصماء البنكرياسية من خلايا بيتا التي تفرز الأنسولين وخلايا ألفا التي تفرز الغلوكاجون وخلايا دلتا التي تفرز السوماتوستاتين وخلايا بي بي التي تفرز عديد الببتيد البنكرياسي.
ثبت أن الخلايا السلفية البنكرياسية تنشأ من الخلايا التي نشأت من المعى الأمامي أثناء نمو الثدييات. لوحظ وجود بعض الخلايا التي تكون البنكرياس عند الجنين النامي في المراحل E9.0 وE9.5. تتمايز هذه المجموعات لإظهار خصائص متعددة القدرات في البنكرياس.

## التطور
البنكرياس هو عضو ينشأ من الأديم الباطن. الأديم الباطن هو طبقة من بين الطبقات المنتشة الثلاثة التي يتكون منها الجنين النامي. تنشأ أنسجة البنكرياس من الجوانب الظهرية والبطنية للمعي الأمامي الخلفي. يمكن تمييزها في مرحلتي E9.0 وE9.5 أثناء التطور الجنيني. تندمج مجموعات الخلايا التي ستشكل البنكرياس أثناء دوران الأمعاء النامية. يتكون البنكرياس المندمج والمتطور من خلايا مفرزة لإنزيمات البنكرياس الخارجية (خلايا إفرازية) وخلايا ناقلة للإنزيمات الهضمية (خلايا الأقنية) وخلايا منتجة للهرمونات (خلايا الغدد الصماء). تتطور خلايا الغدد الصماء البنكرياسية هذه في مناطق منفصلة داخل البنكرياس، وتُعرف بالجزيرات.
يمكن ملاحظة البرعم الظهري عند البشر بعد 26 يومًا من الإخصاب. ومع ذلك، لا يمكن ملاحظة خلايا الجزيرات إلا بعد 52 يومًا من الإخصاب. يسبق تطور خلايا بيتا تطور خلايا الغدد الصماء الأخرى في الجزر. يمكن ملاحظة جميع خلايا الجزيرات في الثلث الأول من الحمل عند الإنسان. سبب الاختلاف في وقت تطور الأنواع الفرعية لخلايا الجزيرات هو اختلاف التعبير الجيني والمسارات التنبيهية للخلايا السلفية.

## المواقع
أجرت مجموعات بحثية مختلفة تجارب تتبع الخلايا السلفية الجينية، ولاحظوا أن مجموعات الخلايا التي تنشأ من المعى الأمامي تعبر عن عامل نسخ يسمى PDX1. أثبت العلماء أن هذا العامل النسخي يؤدي إلى ظهور سلالات الخلايا الجذعية متعددة القدرات التي تعطي خلايا لحمة البنكرياس والغدد الصماء البنكرياسية والخلايا القنوية. ثبت أن هذه الخلايا موجودة عند طرف ما يُعرف بشجرة البنكرياس المتفرعة. في وقت لاحق تبين أن هذه الخلايا تنشأ من البرعم الظهري للبنكرياس النامي.
يُعتبر PDX1 أقدم علامة معروفة للتمايز البنكرياسي، وأثبت العلماء أن عامل PdX1 هو علامة لجميع الخلايا السلفية البنكرياسية وخلايا الأمعاء الوسطى. ينقل التعبير عن عامل PdX1 البنكرياس النامي إلى ما بعد مرحلة البرعم، ليتطور برعمان (ظهري وجانبي) للبنكرياس غير الناضج بعد. ثبت أن إشارات الشق تنظم عدد خلايا الغدد الصماء البنكرياسية والغدد خارجية الإفراز في البنكرياس، ولكن بالاشتراك مع عامل PdX1. تساعد إشارات الشق على تمايز الخلايا السلفية البنكرياسية من خلال عملية التثبيط الجانبي.
ثبت أن هذه الخلايا تحتوي على 28 جينًا ينظم دورة الخلية، مما يدل على أنها خلايا تكاثرية تملك القدرة على استبدال وتكوين مجموعات من خلايا متعددة في البنكرياس.

## تطوّر الخلايا السلفية
تمتلك الخلايا السلفية البنكرياسية القدرة على التمايز إلى كل من سلائف الغدد الصماء والغدد خارجية الإفراز.

### أسلاف خلايا الغدد الصماء البنكرياسية
أسلاف الغدد الصماء البنكرياسية هي مجموعة من الخلايا السلفية التي تتطور إلى جميع خلايا الغدد الصماء في البنكرياس. تتطور سلالات الغدد الصماء إلى خلايا دلتا وخلايا بي بي وخلايا إبسيلون وخلايا بيتا وخلايا ألفا. تنتج خلايا ألفا الغلوكاجون وخلايا بيتا الأنسولين. ينظم الأنسولين والغلوكاجون بشكل مضاد توازن الغلوكوز في جسم الثدييات. تنتج خلايا بي بي عديد ببتيد بنكرياسي، وهو منظم لإفرازات الغدد الصماء والغدد خارجية الإفراز في البنكرياس والأمعاء. تنتج خلايا دلتا السوماتوستاتين وهو هرمون يثبط هرمون النمو وله دور مهم في تنظيم إفرازه من الغدة النخامية الأمامية. تنتج خلايا إبسيلون الجريلين (هرمون الجوع) وهو ببتيد عصبي يعمل على المركز الوطائي للدماغ، إذ يقترن بـ GHSR (مستقبلات إفراز هرمون النمو) ويسبب الشعور بالجوع.

### أسلاف خلايا الغدد خارجية الإفراز
تتطور الخلية السلفية خارجية الإفراز إلى خلايا سلفية قادرة على إنتاج إنزيم الأميلاز. تتخصص هذه الخلايا في الأنسجة بعد ذلك لتصبح إفرازية بطبيعتها وتساهم في إنتاج إنزيمات البنكرياس.

### أسلاف الخلايا القنوية
أسلاف الخلايا القنوية هي مجموعة من الأسلاف التي تتطور إلى خلايا قنوية في البنكرياس. تبطن هذه الخلايا القنوات وتنشأ أيضًا من الخلايا السلفية البنكرياسية.

## تجدد البنكرياس
تشكل قدرة البنكرياس التجددية عند البالغ نقطة محورية للنقاش. لم تتمكن العديد من المجموعات البحثية بما في ذلك علماء الأبحاث البارزين في هذا المجال من تحديد وجود خلايا مسؤولة عن تجدد البنكرياس؛ وذلك لعدم ملاحظتهم وجود قدرة على التجدد في التجارب. ومع ذلك، تظهر الدراسات الجديدة أن عائلة عوامل النمو المحول بيتا تشارك في تجدد خلايا البنكرياس. ثبت أيضًا أن الخلايا الجذعية المتوسطية للبنكرياس والمعزولة من القنوات الهضمية تتمتع بإمكانية تجدد تحت تأثير بعض عوامل النمو. ثبت أيضًا أنها تؤدي إلى ظهور خلايا من طبقتين منتشتين مختلفتين على الأقل. ومع ذلك، قد يساء تفسير هذا على أنه سلائف الغدد الصماء بدلًا من خلية سلفية بنكرياسية. يعود ذلك إلى دراسة أجراها زولفسكي وزملاؤه، إذ أظهروا وجود علامات محددة للخلايا الجذعية الجنينية في القناة البنكرياسية للفئران. ومع ذلك، لم تظهر هذه الخلايا وجود مستقبل CK19 (سيتوكراتين 19)، وهو دليل على أن الخلايا قنوية. 

## الأبحاث

### برمجة الخلايا السلفية
طور العلماء بروتوكولًا لتوليد أسلاف خلايا بنكرياسية موجهة بدءًا من خلايا جذعية جنينية بشرية. تظهر هذه الخلايا إمكانات هائلة في علاج أمراض التمثيل الغذائي للبنكرياس مثل مرض السكري، وبرمجها العلماء لتعطي أسلاف بنكرياسية باستخدام عوامل تحاكي الإشارات التنموية التي يحتاجها نمو الأديم الباطن لتشكيل نسيج بنكرياسي وظيفي. بدؤوا بتنمية خلايا جذعية جنينية بشرية على هلام مطرسي، ثم حفّزوها لتتمايز إلى خلايا أديم باطن والخلايا المطلوبة لاحقًا تحت تأثير عامل نمو الأرومة الليفية القاعدي وبروتين العظام التخلقي، وعامل نمو البشرة.